# Jüdischer Friedhof (Oberheimbach)

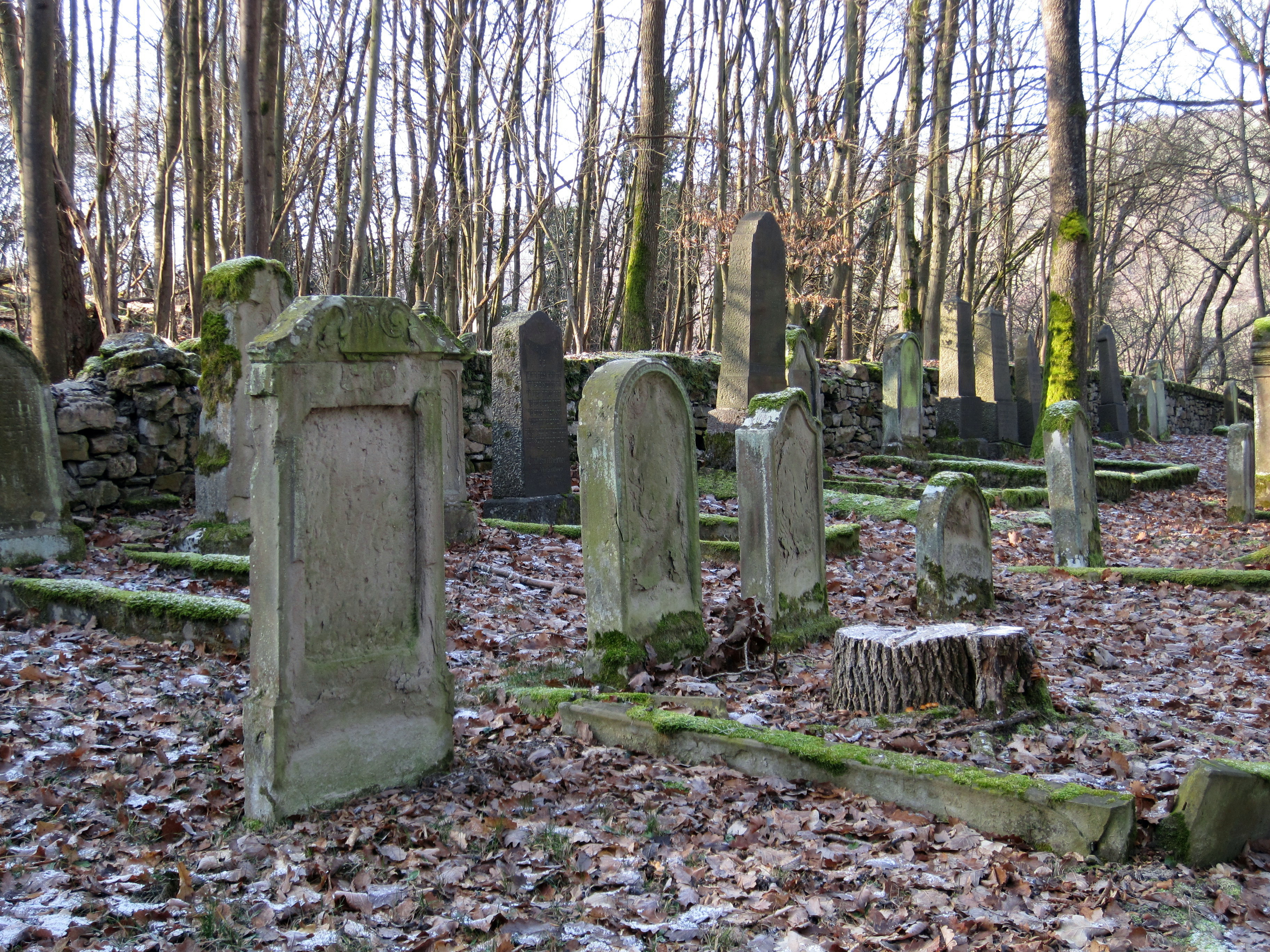
Jüdischer Friedhof Oberheimbach

Der jüdische Friedhof Oberheimbach ist ein Friedhof in der Ortsgemeinde Oberheimbach im Landkreis Mainz-Bingen in Rheinland-Pfalz. Er steht als Kulturdenkmal unter Denkmalschutz.
Der jüdische Friedhof liegt südwestlich des Ortes südlich des Heimbaches im Distrikt Am Heiligkreuz in einem Waldstück.
Auf dem 2048 Quadratmeter großen Friedhof, der vom 18. Jahrhundert bis zum Jahr 1944 belegt wurde, befinden sich etwa 60 Grabsteine aus Sandstein oder Granit, davon sind 37 noch lesbar. Das Grundstück wird von zwei gemauerten Steinsäulen, einer zerfallenden Steinmauer und einem Holzzaun umfasst. Im Mai 1968 wurde der Friedhof geschändet.